# Giro d’Italia Women
Der Giro d’Italia Women ist ein italienisches Etappenrennen im Straßenradsport der Frauen, welches unter wechselnden Namen seit 1988 ausgetragen wird. Im Gegensatz zum Giro d’Italia der Männer liegen die Rechte am Frauenrennen nicht bei der RCS MediaGroup, sondern beim italienischen Radsportverband Federazione Ciclistica Italiana, der die Organisation jeweils an einen Veranstalter delegiert. In den Verlautbarungen des Verbands wird das Rennen zumeist als Giro d’Italia Internazionale Femminile bezeichnet. Seitens der Veranstalter wurde das Rennen im Laufe der Zeit unter etwas unterschiedlichen Namen vermarktet, so Giro d’Italia Donne, Giro Rosa oder (seit 2024) Giro d’Italia Women.
Das Rennen wurde im Jahr 2016 in die neu eingeführte UCI Women’s WorldTour aufgenommen. Nachdem im Jahr 2020 entgegen den Auflagen der Union Cycliste Internationale keine Fernsehübertragung erfolgt war, wurde die Veranstaltung 2021 zwischenzeitlich in die UCI ProSeries herabgestuft. Nach einem Jahr wurde das Rennen wieder in die UCI Women’s WorldTour 2022 aufgenommen.
Von 2021 bis 2023 lag die Verantwortung für die Organisation bei PMG Sport/Starlight. Zu Jahresbeginn 2023 vergab der Verband die Austragungsrechte für 2024 bis 2027 an die RCS MediaGroup. Infolgedessen soll der Giro 2026 von seinem traditionellen Termin im Juli vorverlegt werden, so dass er Ende Mai an dem Wochenende beginnt, an dem das Rennen der Männer endet.

## Palmarès
| Jahr | Siegerin                           | Zweite                 | Dritte               |
| ---- | ---------------------------------- | ---------------------- | -------------------- |
| 1988 | Maria Canins                       | Elisabeth Hepple       | Petra Rossner        |
| 1989 | Roberta Bonanomi                   | Alexandra Koljassewa   | Tea Vikstedt-Nyman   |
| 1990 | Catherine Marsal                   | Maria Canins           | Kathy Watt           |
| 1993 | Lenka Ilavská                      | Luzia Zberg            | Imelda Chiappa       |
| 1994 | Michela Fanini                     | Kathy Watt             | Luzia Zberg          |
| 1995 | Fabiana Luperini                   | Luzia Zberg            | Roberta Bonanomi     |
| 1996 | Fabiana Luperini                   | Alessandra Cappellotto | Imelda Chiappa       |
| 1997 | Fabiana Luperini                   | Linda Jackson          | Edita Pučinskaitė    |
| 1998 | Fabiana Luperini                   | Linda Jackson          | Barbara Heeb         |
| 1999 | Joane Somarriba                    | Swetlana Bubnenkowa    | Daniela Veronesi     |
| 2000 | Joane Somarriba                    | Alessandra Cappellotto | Walentina Polchanowa |
| 2001 | Nicole Brändli Sinaida Stahurskaja | Diana Žiliūtė          | Edita Pučinskaitė    |
| 2002 | Swetlana Bubnenkowa                | Sinaida Stahurskaja    | Diana Žiliūtė        |
| 2003 | Nicole Brändli                     | Edita Pučinskaitė      | Joane Somarriba      |
| 2004 | Nicole Cooke                       | Fabiana Luperini       | Priska Doppmann      |
| 2005 | Nicole Brändli                     | Joane Somarriba        | Edita Pučinskaitė    |
| 2006 | Edita Pučinskaitė                  | Nicole Brändli         | Susanne Ljungskog    |
| 2007 | Edita Pučinskaitė                  | Nicole Brändli         | María Isabel Moreno  |
| 2008 | Fabiana Luperini                   | Amber Neben            | Claudia Häusler      |
| 2009 | Claudia Häusler                    | Mara Abbott            | Nicole Brändli       |
| 2010 | Mara Abbott                        | Judith Arndt           | Tatiana Guderzo      |
| 2011 | Marianne Vos                       | Emma Pooley            | Judith Arndt         |
| 2012 | Marianne Vos                       | Emma Pooley            | Evelyn Stevens       |
| 2013 | Mara Abbott                        | Tatiana Guderzo        | Claudia Häusler      |
| 2014 | Marianne Vos                       | Pauline Ferrand-Prévot | Anna van der Breggen |
| 2015 | Anna van der Breggen               | Mara Abbott            | Megan Guarnier       |
| 2016 | Megan Guarnier                     | Evelyn Stevens         | Anna van der Breggen |
| 2017 | Anna van der Breggen               | Elisa Longo Borghini   | Annemiek van Vleuten |
| 2018 | Annemiek van Vleuten               | Ashleigh Moolman       | Amanda Spratt        |
| 2019 | Annemiek van Vleuten               | Anna van der Breggen   | Amanda Spratt        |
| 2020 | Anna van der Breggen               | Katarzyna Niewiadoma   | Elisa Longo Borghini |
| 2021 | Anna van der Breggen               | Ashleigh Moolman       | Demi Vollering       |
| 2022 | Annemiek van Vleuten               | Marta Cavalli          | Mavi García          |
| 2023 | Annemiek van Vleuten               | Juliette Labous        | Gaia Realini         |
| 2024 | Elisa Longo Borghini               | Lotte Kopecky          | Neve Bradbury        |
| 2025 |                                    |                        |                      |